# Efecte magnetoòptic
Un efecte magnetoòptic és qualsevol d'una sèrie de fenòmens en què una ona electromagnètica es propaga a través d'un medi que ha estat alterat per la presència d'un camp magnètic quasi estàtic. En aquest medi, que també s'anomena girotròpic o giromagnètic, les polaritzacions el·líptiques de rotació a l'esquerra i a la dreta es poden propagar a diferents velocitats, donant lloc a una sèrie de fenòmens importants. Quan la llum es transmet a través d'una capa de material magnetoòptic, el resultat s'anomena efecte Faraday: el pla de polarització es pot girar, formant un rotador de Faraday. Els resultats de la reflexió d'un material magneto-òptic es coneixen com l'efecte Kerr magneto-òptic (que no s'ha de confondre amb l'efecte Kerr no lineal).
En general, els efectes magnetoòptics trenquen localment la simetria de la inversió del temps (és a dir, quan només es considera la propagació de la llum, i no la font del camp magnètic), així com la reciprocitat de Lorentz, que és una condició necessària per construir dispositius com ara aïllants òptics (a través dels quals la llum passa en una direcció però no en l'altra).
Dos materials girotròpics amb direccions de rotació invertides de les dues polaritzacions principals, corresponents a tensors ε conjugats complexos per a medis sense pèrdues, s'anomenen isòmers òptics.

## Permitivitat girotròpica
En particular, en un material magnetoòptic la presència d'un camp magnètic (ja sigui aplicat externament o perquè el propi material és ferromagnètic) pot provocar un canvi en el tensor de permitivitat ε del material. L'ε esdevé anisòtrop, una matriu 3×3, amb components complexos fora de la diagonal, depenent de la freqüència ω de la llum incident. Si es poden descuidar les pèrdues d'absorció, ε és una matriu hermitiana. Els eixos principals resultants també es tornen complexos, corresponents a la llum polaritzada el·lípticament on les polaritzacions giratòries a l'esquerra i a la dreta poden viatjar a diferents velocitats (anàloga a la birrefringència).
Més específicament, per al cas en què les pèrdues d'absorció es poden descuidar, la forma més general de ε hermitià és:
{\displaystyle \varepsilon ={\begin{pmatrix}\varepsilon _{xx}'&\varepsilon _{xy}'+ig_{z}&\varepsilon _{xz}'-ig_{y}\\\varepsilon _{xy}'-ig_{z}&\varepsilon _{yy}'&\varepsilon _{yz}'+ig_{x}\\\varepsilon _{xz}'+ig_{y}&\varepsilon _{yz}'-ig_{x}&\varepsilon _{zz}'\\\end{pmatrix}}}
o equivalentment la relació entre el camp de desplaçament D i el camp elèctric E és:
{\displaystyle \mathbf {D} =\varepsilon \mathbf {E} =\varepsilon '\mathbf {E} +i\mathbf {E} \times \mathbf {g} }
on {\displaystyle \varepsilon '} és una matriu simètrica real i {\displaystyle \mathbf {g} =(g_{x},g_{y},g_{z})} és un pseudovector real anomenat vector de giració. En primer ordre, g és proporcional al camp magnètic aplicat:
{\displaystyle \mathbf {g} =\varepsilon _{0}\chi ^{(m)}\mathbf {H} }
on {\displaystyle \chi ^{(m)}\!} és la susceptibilitat magnetoòptica (un escalar en medis isotròpics, però més generalment un tensor ). Si aquesta susceptibilitat en si depèn del camp elèctric, es pot obtenir un efecte òptic no lineal de generació paramètrica magneto-òptica (una mica anàloga a un efecte Pockels la força del qual està controlada pel camp magnètic aplicat).
El cas més senzill d'analitzar és aquell en què g és un eix principal (vector propi) de {\displaystyle \varepsilon '}, i els altres dos valors propis de {\displaystyle \varepsilon '} són idèntics. Aleshores, si deixem que g estigui en la direcció z per simplificar, el tensor ε es simplifica a la forma:
{\displaystyle \varepsilon ={\begin{pmatrix}\varepsilon _{1}&+ig_{z}&0\\-ig_{z}&\varepsilon _{1}&0\\0&0&\varepsilon _{2}\\\end{pmatrix}}}
Amb més freqüència, es considera que la llum es propaga en la direcció z (paral·lela a g). En aquest cas les solucions són ones electromagnètiques polaritzades el·lípticament amb velocitats de fase {\displaystyle 1/{\sqrt {\mu (\varepsilon _{1}\pm g_{z})}}} (on μ és la permeabilitat magnètica). Aquesta diferència de velocitats de fase condueix a l'efecte Faraday.
Per a la propagació de la llum purament perpendicular a l'eix de giració, les propietats es coneixen com a efecte Cotton-Mouton i s'utilitzen per a un circulador.

### Rotació de Kerr i el·lipticitat de Kerr
La rotació de Kerr i l'el·lipticitat de Kerr són canvis en la polarització de la llum incident que entra en contacte amb un material giromagnètic. La rotació de Kerr és una rotació en el pla de polarització de la llum transmesa, i l'el·lipticitat de Kerr és la relació entre l'eix major i el menor de l'el·lipse traçada per la llum polaritzada el·lípticament en el pla a través del qual es propaga. Els canvis en l'orientació de la llum incident polaritzada es poden quantificar mitjançant aquestes dues propietats.

Llum circular polaritzada

Segons la física clàssica, la velocitat de la llum varia amb la permitivitat d'un material:
{\displaystyle v_{p}={\frac {1}{\sqrt {\epsilon \mu }}}}
on {\displaystyle v_{p}} és la velocitat de la llum a través del material, {\displaystyle \epsilon } és la permitivitat material, i {\displaystyle \mu } és la permeabilitat del material. Com que la permitivitat és anisòtropa, la llum polaritzada de diferents orientacions viatjarà a diferents velocitats.
Això es pot entendre millor si tenim en compte una ona de llum que està polaritzada circularment (vista a la dreta). Si aquesta ona interacciona amb un material al qual el component horitzontal (sinusoide verd) viatja a una velocitat diferent de la component vertical (sinusoide blau), els dos components cauran fora de la diferència de fase de 90 graus (necessari per a la polarització circular) canviant la El·lipticitat de Kerr.
Un canvi en la rotació de Kerr es reconeix més fàcilment en la llum polaritzada linealment, que es pot separar en dos components polaritzats circularment: llum polaritzada circular per l'esquerra (LHCP) i llum polaritzada circular per a la dreta (RHCP). L'anisotropia de la permitivitat del material magneto-òptic provoca una diferència en la velocitat de la llum LHCP i RHCP, que provocarà un canvi en l'angle de la llum polaritzada. Els materials que presenten aquesta propietat es coneixen com a birrefringents.
A partir d'aquesta rotació, podem calcular la diferència de components de velocitat ortogonals, trobar la permitivitat anisòtropa, trobar el vector de giració i calcular el camp magnètic aplicat {\displaystyle \mathbf {H} }.